# Styrophyton caudatum
Styrophyton es un género monotípico de plantas con flores pertenecientes a la familia Melastomataceae. Su única especie: Styrophyton caudatum, es originaria de China.  

## Descripción
Son arbustos que alcanzan un tamaño de 1-2 (- 5) m de altura, erectos. Tallos cilíndricos, densamente vellosos. Pecíolo de 1.5 a 5.5 cm, densamente vellosos; hojas ovadas a ampliamente ovadas, de 10-21 × 6-13 (-16) cm, de rigidez como de papel, densamente estrigosas cuando jóvenes, pero más tarde escabrosas, el envés densamente velloso, venas secundarias 2 a cada lado del nervio central, nervios terciarios poco visibles, base redondeada a subcordada, margen entero y ciliado, ápice agudo a cortamente acuminado. Las inflorescencias terminales, espigadas, 13-20 (-26) cm, densamente vellosas. Flores solitarias o en grupos de 3-5, pequeñas. Hipanto acampanado, 2-2.5 mm, setoso densamente.  Cápsula ovoide-globular, de 2 - 2,5 x  2 mm, de manera visible longitudinalmente 8 acanalado, densamente setoso, ápice con un anillo de tricomas setosas. Fl. may-jun, fr. octubre-ene.

## Distribución y hábitat
Se encuentra en los densos bosques mixtos, lugares húmedos, orillas de los ríos, valles, matorrales; a una altitud de 400-1500 metros en Guangxi y Yunnan.

## Taxonomía
Styrophyton caudatum fue descrita por (Diels) S.Y.Hu y publicado en Journal of the Arnold Arboretum 33(2): 176, pl. 1. 1952.
Sinonimia
- Allomorphia caudata (Diels) H.L. Li
- Anerincleistus caudatus Diels
- Oxyspora spicata J.F. Maxwell[2][3]